# Grigorij Lipmanovics Szokolov
Grigorij Lipmanovics Szokolov, oroszul Григорий Липманович Соколов (Leningrád, 1950. április 18. –) orosz zongoraművész.

## Élete, munkássága
Szokolov 1950-ben született Szovjetunióban, Leningrádban (ma Szentpétervár). Apja, Lipman Girsevics Szokolov zsidó, anyja Galina Nyikolajevna Zelenyeckaja orosz volt, mindketten zenekedvelők. Már háromévesen vezényelte az otthon hanglemezről, rádióból hallott zenéket. Ötévesen, óvodás korában kezdett zongorázni Anna Jakovlevna Gelfandnál, majd két évvel később megkezdte tanulmányait a Leningrádi Konzervatórium központi speciális zeneiskolájában. Már ekkor tudatosult benne, hogy ezentúl ez lesz az élete. A tanára Lija Iljinyicsna Zelihman volt, és 11 évig volt a tanítványa. Végzés után a Konzervatóriumban Mojszej Halfin hallgatója lett, és 12 évesen már hangversenyt adott Leningrádban. 15 éves korában első díjat nyert az orosz nemzeti versenyen, majd egy évvel később megnyerte a moszkvai III. Nemzetközi Csajkovszkij versenyt. A megmérettetésen több mint 70 zongorista indult, 28-an jutottak be a második fordulóba, hárman a Szovjetunióból. Az Emil Gilelsz vezette zsűri csaknem egyhangú (16:4 arányú) támogatásával, a várakozásokkal szemben – meglepetésre és szokatlan indulatokat kiváltva – Szokolov lett az első. 16 évesen ő volt a legfiatalabb zenész, aki valaha is megszerezte a verseny elsőségét. „Ezen a napon valami csoda történt… Senki sem gondolta, hogy a legfiatalabb pályázó a verseny legjobb Csajkovszkij-koncertjét mutatja be a közönségnek” – írták a verseny sajtóközleményében.
Győzelme nyomán azonnal elismert művész lett hazájában, a főbb zenekarok szólistájaként és a legfontosabb koncerttermekben lépett fel, majd koncertkörutak következtek a Moszkvai Filharmonikus Zenekarral Európában, az Egyesült Államokban és Japánban. Szokolov becslése szerint 1966 júliusától 1981 júliusáig 854 koncertet játszott a Szovjetunió 104 városában és 22 különböző országban. Közben 1975-től zongorát tanított a Leningrádi Konzervatóriumban. Az első határon túli fellépések után – mivel az akkori Szovjetunióban a művészek külföldi utazásai problémákba ütköztek – csak az 1980-as évek vége felé kezdett újra külföldön koncertezni. A nagy áttörés 1990-ben történt meg: párizsi debütálása szenzáció volt, és egyik napról a másikra ismert lett világszerte. Széles körben koncertezett szólistaként a legjobb zenekarokkal, többek között a New York-i Filharmonikusokkal, a Concertgebouw zenekarral, a Londoni Philharmonia, a Bajor Rádió Szimfonikus Zenekarával és a Müncheni Filharmonikusokkal. Játszott a bécsi Musikvereinben, a berlini Filharmóniában, az amszterdami Concertgebouwban, a New York-i Carnegie Hallban, Tokióban, Párizsban és sok más nagyvárosban. Ezután azonban úgy döntött, hogy kizárólag a szólókoncertekre koncentrál.
Szokolov körülbelül 70–80 koncertet ad évente, de legalább egyszer szülővárosában, Szentpéterváron is fellép, Moszkvában azonban régóta nem, nem felejtve a Csajkovszkij versenyen tapasztalt ellenérzést vele szemben. Nagyjából 1980 óta nem lép fel az Egyesült Államokban, mert a Szovjetunió afganisztáni háborúja miatt Amerika kulturális bojkottot (is) hirdetett a Szovjetunió ellen, és ennek következtében  a nemzetközi kulturális kapcsolatok leálltak a két ország között. Szokolovnak ekkor egy egész amerikai turnéját mondták vissza az amerikaiak. 2008-tól nem lép fel az Egyesült Királyságban sem, mert ott bevezették az EU-n kívüli munkavállalók számára a kötelező biometrikus vizsgálatot (ujjlenyomat, írisz), és ezt ő sértőnek találja. Koncertjei esetén néha vonakodik a pontos program megadásától, azt szeretne játszani, amit az adott pillanatban közel érez magához. A hangversenyeken ragaszkodik ötévesnél nem régebbi zongorához (kedvenc hangszere a Steinway D-274) és a hangszer pontos elhelyezéséhez a színpadon, sokat próbál (legalább kétszeresét a megszokottnak), és minthogy zenekari koncert előtt az általa megkívánt próba mennyiség nem biztosítható, nem lép fel zenekarokkal. Nagyon érdekli az általa játszott zongora mechanizmusa, felépítése, és hosszú időt tölt el a hangszer tulajdonságainak feltárásával és a zongoratechnikusokkal való együttműködéssel. „Órákra van szükség a zongora megértéséhez, mert mindegyiknek megvan a maga személyisége, és együtt játszunk” – mondta erről. Repertoárja rendkívül széles és választékos, középkori vallásos művek átiratán kívül többek közt Byrd, Couperin, Rameau, Bach, Mozart, Beethoven, Schubert, Schumann, Chopin, Brahms, Prokofjev, Ravel, Szkrjabin, Rachmaninov, Schönberg és Stravinsky művei szerepelnek műsorán.
Pályafutása jelentős részében nagyon ritkán adott ki hangfelvételt. Eleinte a Melogyija tett közzé pár korai anyagot, majd az 1990-es években és a 2000-es évek elején az Opus 111-nél és a Naïve-nál rögzített felvételeket. 2014 végén aláírt a Deutsche Grammophonhoz, hogy válogatott élő előadásokat jelentessen meg, de stúdiófelvételekkel nem foglalkozik. Az első ilyen kiadvány 2015-ben jelent meg, amelyet a még 2008-as salzburgi fesztiválon élőben rögzítettek. A dupla lemezes CD Mozart két szonátáját és Chopin Op. 28-as 24 prelűdjét tartalmazza, valamint ráadásként Bach-, Chopin-, Rameau- és Szkrjabin-darabokat. A kiadvány 2016-ban elnyerte a Echo Klassik-díjat az Év hangszeres művésze kategóriában.
Szokolov a pályafutása alatt számos elismerést és kitüntetést kapott, a 2015-ös Cremona Music-díjat azonban nem volt hajlandó átvenni, mert azt egy évvel korábban Norman Lebrecht zenekritikus is megkapta, aki korábban Szokolov családjával kapcsolatban tett sértő kijelentést. „Az elemi tisztességről alkotott elképzeléseim szerint szégyen ugyanazon a díjazott listán szerepelni, mint Lebrecht” – írta kézzel írt nyilatkozatában.

## Művészete
Grigorij Szokolov korunk kiemelkedő zongoristája, ugyanakkor az egyik legtitokzatosabb zenész is. Ritkán nyilatkozik újságíróknak, nem foglalkozik mások kijelentéseivel, akár önmagával kapcsolatban is, ritkán ad ki hangfelvételeket. De a színpadon, a zenében mindent elmond, ami szükséges. Karizmatikus művészi képessége megadja azt a koncentrációt, amely a közönség számára szükséges ahhoz, hogy a legismertebb kompozíciókat is új szempontokból szemlélje. A hangversenyen szoros kapcsolatba vonja a hallgatókat a zenével, túllépve a felszíni megjelenítés kérdésein, hogy feltárja a mélyebb spirituális jelentést. Szokolov művészete egyedülálló személyiségének és egyéni látásmódjának sziklaszilárd alapjain nyugszik. Játéka során keveset használja a pedálokat, nincsenek látványos manírjai, kissé görnyedt tartásban a klaviatúrát nézi, könnyed billentésével a hangzások változatosságát éri el. Értelmezése költői és erősen egyéni, előadásmódja természetes, ritmusszabadsága és kifejezésmódja egyedülálló a mai zongoristák között. Játékában nem lehet felismerni az elődök befolyását, stílusa és szemlélete teljesen az övé, és teljesen egyedi. A kritikusok, a szaksajtó és a közönség a világ legjobb zongoristájának tartja. Dicsérik, mint az orosz zongoraiskola képviselőjét, és méltó örökösének tartják annak a hagyománynak, amelyet olyan előadók testesítenek meg, mint Richter, Horowitz vagy Gilelsz. Szokolov azonban tagadja az iskolához tartozás gondolatát. Arra a kérdésre, hogy melyik zongorista inspirálta őt a legjobban, először Gilelszt nevezi meg, aztán „…felvételeikből ítélve Rachmaninov, Szofronyickij, Gould, Solomon és Lipatti. Az esztétikát illetően a legközelebb Anton Rubinsteinhez érzem magam”.
Jurij Tyemirkanov karmester szerint Szokolovot „Nem zongoristaként kell kezelni, hanem jelenségként az előadóművészet történetében”. „És nem mindenki érti meg először, nem mindenki előtt nyílik meg teljesen. Ezért Grigorij Szokolov titka titok marad” – mondta Szergej Malcev zongorista. „Micsoda zongorista! Maestro! Remek zenész! Minden zongorista nagyon tiszteli őt” – így nyilatkozott a holland Marko Ryaskov, a Riaskoff koncertmenedzsment vezérigazgatója. „A most élő különböző műfajú előadók közül Grigorij Szokolov az egyetlen, akiről elmondhatom: ő egy zseni” (Michel Frank, a Théâtre des Champs-Élysées igazgatója). Danyiil Trifonov, a fiatal zongorista generáció legtehetségesebb művészének véleménye szerint „Szokolov intenzív zenei figura. Az előadásain jelen van a szinte fizikai lényeget hordozó hangzás; energiával tölti meg az egész koncerttermet, és a saját időszférájában él”. 2016-ban beválasztották a Gramophone Hall of Fame tagja közé.

## Magánélete
2016-ban készült egy majd’ egyórás dokumentumfilm róla A Conversation That Never Was (Egy beszélgetés, ami sohasem volt) címmel, amit Nagyezsda Zsdanova rendezett a Styline Production Centre produkciójában. A film interjúkat és archív felvételeket tartalmaz, valamint átkötésekként a feleség, Inna Szokolova versei hangzanak el.
Szokolov megözvegyült, és Veronában él.

## Díjai, elismerései
- 1966 – Első díj a III. Nemzetközi Csajkovszkij versenyen
- 2003 – Franco Abbiati-díj
- 2004 – Franco Abbiati-díj
- 2008 – Arturo Benedetti Michelangeli-díj
- 2009 – A Svéd Királyi Zeneakadémia tagja
- 2010 – A Ruhr Zongorafesztivál tiszteletbeli díja
- 2015 – DaCapo Klassik-díj az Év zongoristája kategóriában
- 2016 – Echo Klassik-díj az Év hangszeres művésze kategóriában
- 2016 – A német lemezkritikusok díja
- 2016 – A Gramophone Hírességek Csarnoka tagja

## Felvételei
Válogatás a Discogs listája alapján.
| Megjelenés | Tartalom | Közreműködők                                                                     | Kiadó               |
| ---------- | --- | -------------------------------------------------------------------------------- | ------------------- |
| 1966       | The Third Tchaikovsky International Contest (Csajkovszkij: Concerto No. 1)                                          | Гос. Симфонический Оркестр, Н. Ярви                                              | Melogyija           |
| 1976       | Beethoven: Соната № 29 Для Фортепиано Си Бемоль Мажор, Соч. 105                                                     |                                                                                  | Melogyija           |
| 1982       | J.S.Bach: Aria and Variations („Goldberg Variations”), BWV988                                                       |                                                                                  | Melogyija           |
| 1990       | Л. Ван Бетховен: Соната № 27 Для Фортепиано Де Минор, Соч. 90; Соната № 32 Для Фортепиано Де Минор, Соч. 111        |                                                                                  | Melogyija           |
| 1993       | Chopin: Sonata No. 2 Op. 35 „Marche Funèbre”; Études Op. 25                                                         |                                                                                  | Opus 111            |
| 1996       | Schubert: Sonata in G Major, Op.78, D894; Sonata in B Flat Major, D 960                                             |                                                                                  | Opus 111            |
| 2001       | Chopin: 24 Préludes Opus 28                                                                                         |                                                                                  | Opus 111            |
| 2003       | Scriabine: Sonate N°3 Op. 23; Sonate N°9 Op. 68; Prokofiev: Sonate N°8 Op. 84; Rachmaninov: Prélude N°4 Op. 23      |                                                                                  | Opus 111, Naïve     |
| 2005       | Ludwig van Beethoven: 3 Rondos, Sonatas 4 & 28                                                                      |                                                                                  | Opus 111            |
| 2015       | The Salzburg Recital (Mozart, Chopin, Szkrjabin, Rameau, Bach)                                                      |                                                                                  | Deutsche Grammophon |
| 2016       | Live at the Berlin Philarmonie (Schubert, Beethoven Rameau, Brahms) DVD                                             |                                                                                  | Deutsche Grammophon |
| 2017       | Mozart, Rachmaninov: Concertos; +„Grigory Solkolov – A Conversation that Never Was”                                 | Mahler Chamber Orchestra, Trevor Pinnock; BBC Philharmonic, Yan Pascal Tortelier | Deutsche Grammophon |
| 2020       | Beethoven: Sonata In C Major No. 3 Op. 2/3; Bagatelles Op. 119; Brahms: Piano Pieces Op. 118 (+Schubert, Rameau, …) |                                                                                  | Deutsche Grammophon |